# Паула Селинг
Паула Селинг е популярна румънска изпълнителка, композиторка, телевизионна личност, бивша радиоводеща и ментор в първия сезон на румънския „Екс фактор“. Издала е над тринадесет албума и повече от двадесет сингъла, сред които и два хита в челната десетка на „Румънския Топ 100“.
Представя страната си на „Евровизия 2010“ заедно с Овидиу Чернаутяну и песента „Playing with Fire“. Двамата завършват трети във финала на песенния конкурс. Четири години по-късно отново са избрани да представят Румъния, на петдесет и деветото издание на конкурса.

## Биография и кариера
Родена е в Бая Маре на 25 декември 1978 година. През юни 1997 година завършва букурещкия лицей „Георге Шинкай“, а четири години по-късно и колеж по журналистика, отново в румънската столица. Свири на пиано от шестгодишна. Когато е на десет, Паула започва да пее в училищния хор, като не след дълго става солист. На петнадесет се присъединява към „Ендърс“ като пианист.
През 1995 година взема участие в различни международни конкурси, сред които „Кристална звезда“ в Ботошани, „Златна мечка“ в родния Бая Маре и „Хармония“ (Букурещ, първо място). На следващата година печели награда „Аурелиан Андреску“. Следващата си награда, „Мамая“, певицата получава през 1997 година за песента си „Trurli“. Издава дебютния си албум под името „Only Love“, записан в „Саунд Хаус Рекърдс“, Германия.
Дебютира на селекцията за „Евровизия“ през 1998 година заедно с група „Талисман“ и песента „Te iubesc“, която заема четвърто място. Участва във фестивала „Мамая“ през 2001 година, докато през 2002 година печели фестивала „Златен елен“. Същата година подписва с „Ротон“. През 2005 година отваря своето музикално издателство „Юникорн Рекърдс Роумения“. Подгрява на концерти на Джоун Байез, Чък Кърия, Майкъл Болтън, Рики Мартин и Бионсе. Записва дует с Ал Бано.
За период от пет години издава седем албума: „Ştiu că Exist“ (1998), „Colinde şi cântece sfinte“ (коледен, 1999), „Mă Voi Întoarce“ (2001), „Ştii ce înseamnă“ (2001), „Prima Selectie“ (бест-ъф, 2001), „Albumul de Craciun“ (коледен, 2002) и „Fără Sfârşit“ (2003). През 2001 година получава награда на Румънската музикална индустрия за „най-добра певица“. През 2002 година ѝ е връчена награда от Ем Ти Ви Румъния за „най-добър видеоклип“ (към песента „Serile verii“). Получава още награди на фестивали в Чешме, Скопие и Валета. През 2003 година  прави опит да запише албум на френски и английски в Париж, но той остава незавършен. Завършва трета на селекцията за „Евровизия 2003“ и шеста на тази за „Евровизия 2004“. Номинирана е за „най-добър изпълнител“ на Музикалните награди на MTV. Сключва брак с Раду Букура. В края на 2006 година издава „De sarbatori“, или своя пореден коледен албум.
През 2008 година излиза компилацията ѝ „1998-2008“. Отново участва на селекцията за „Евровизия“ и завършва трета. Албумът ѝ „Culeg Vise“ излиза на пазара през 2009 година. През 2009 година се завръща на фестивала „Златен елен“, но в ролята си на съдия. Тогава певицата среща Овидиу Чернаутяну и получава предложение за сътрудничество, което приема. Заедно с Овидиу решават да влязат в селекцията за „Евровизия 2010“ и успяват да я спечелят. Заемат трето място на сцената в Осло. След „Евровизия“ продължават съвместната си дейност и издават дуетния албум „Playing with Fire“.
През 2010 година се включва в румънската версия на „Денсинг старс“: партньор ѝ е Тудор Молдовеану, с когото завършват трети. През 2011 година е съводещ на румънския национален финал, където и представя сингъла си „Counting Down“. От Билборд Румъния я поставят на първо място сред „най-добрите румънски женски гласове“. Става ментор в „Екс фактор“. Записва дуети с Александър Рибак и Овидиу. Представя вота на Румъния на „Евровизия 2012“ и издава албума си „I Feel Free“.
През 2013 година става рекламно лице на козметична серия и бои за коса.
На 1 март 2014 година Паула и Овидиу отново са избрани да представят страната си на „Евровизия“. Те изпълняват песента „Miracle“ във втория полуфинал на конкурса, провел се на 8 май 2014 година.